# Какена
Ка̀кена (на гръцки: Κάκαινα) е пещера в планината Вунаса край сервийското село Елати (Лужани), Гърция, област Централна Македония.

## Местоположение
Пещерата се намира във Вунаса, южно от Елати.

## Описание
Входът на пещерата е тесен и стръмен. Пещерата има две големи зали с богата украса.